# Citadelle de Poenari
Le château  de Poenari ou citadelle de Poenarie aujourd'hui en ruine, est situé en Roumanie dans la région de Vâlcea du comté d'Argeș entre les Carpates et la plaine du Danube.
Il domine à environ 800 mètres de haut sur une falaise desservie par la route Transfăgăraș et en contrebas de laquelle s'écoule l'Argeș, au sud du lac Vidraru.

## Histoire
Il fut un point stratégique de contrôle du passage entre Valachie et Transylvanie érigé au début du XIIIe siècle par les princes valaches. Sa situation topographique le rendait très difficile d'accès et il fut délaissé à plusieurs reprises, jusqu'à son abandon définitif au XVIIe siècle après son effondrement partiel dû à un glissement de terrain.
Il tient une place importante dans la légende de Vlad III l'Empaleur (alias Dracula) et est réputé pour être hanté.

## Architecture
La citadelle de Poenarie est aujourd'hui en ruine.

## Galerie

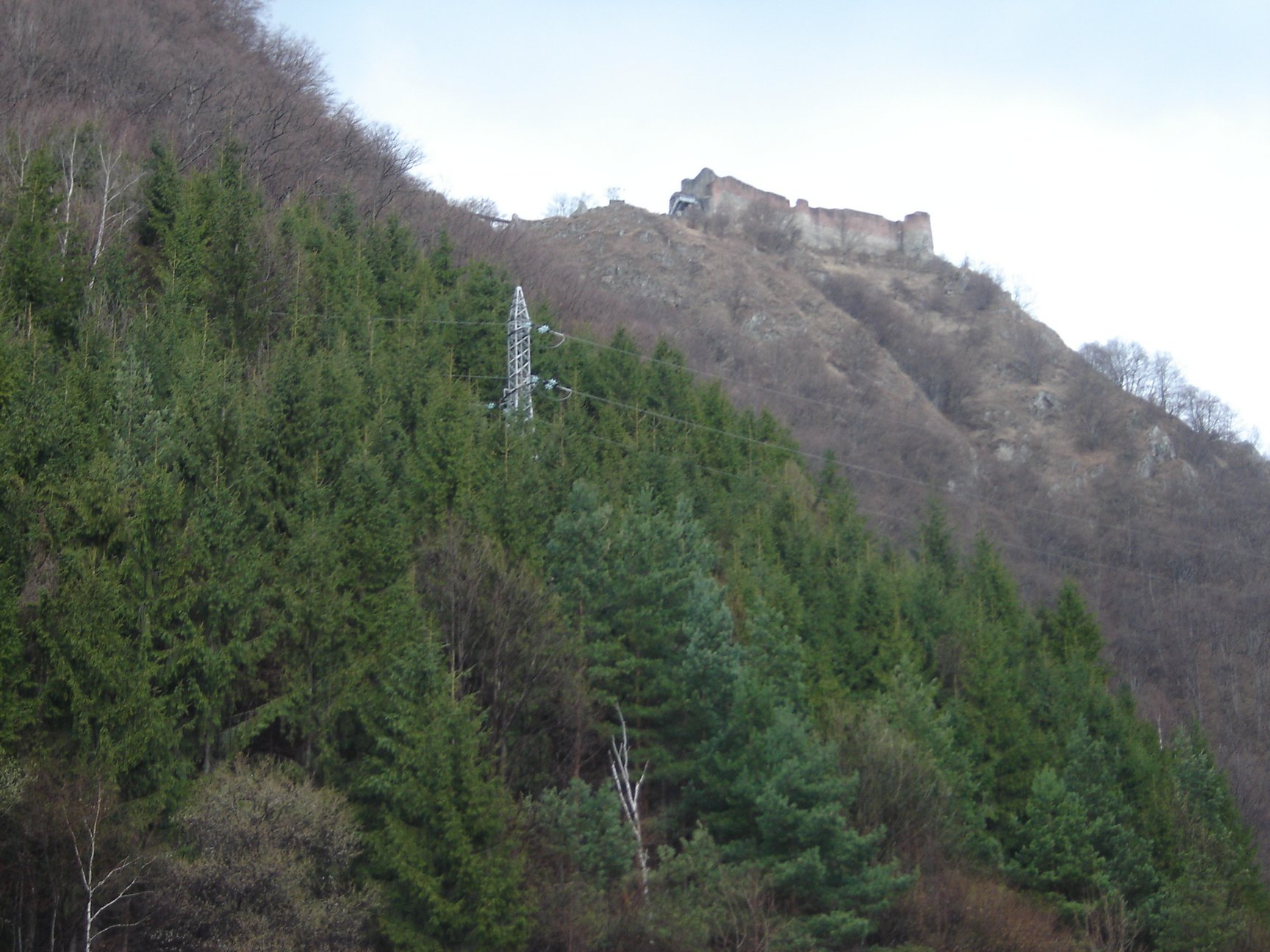
Ruines de la citadelle de Poenari
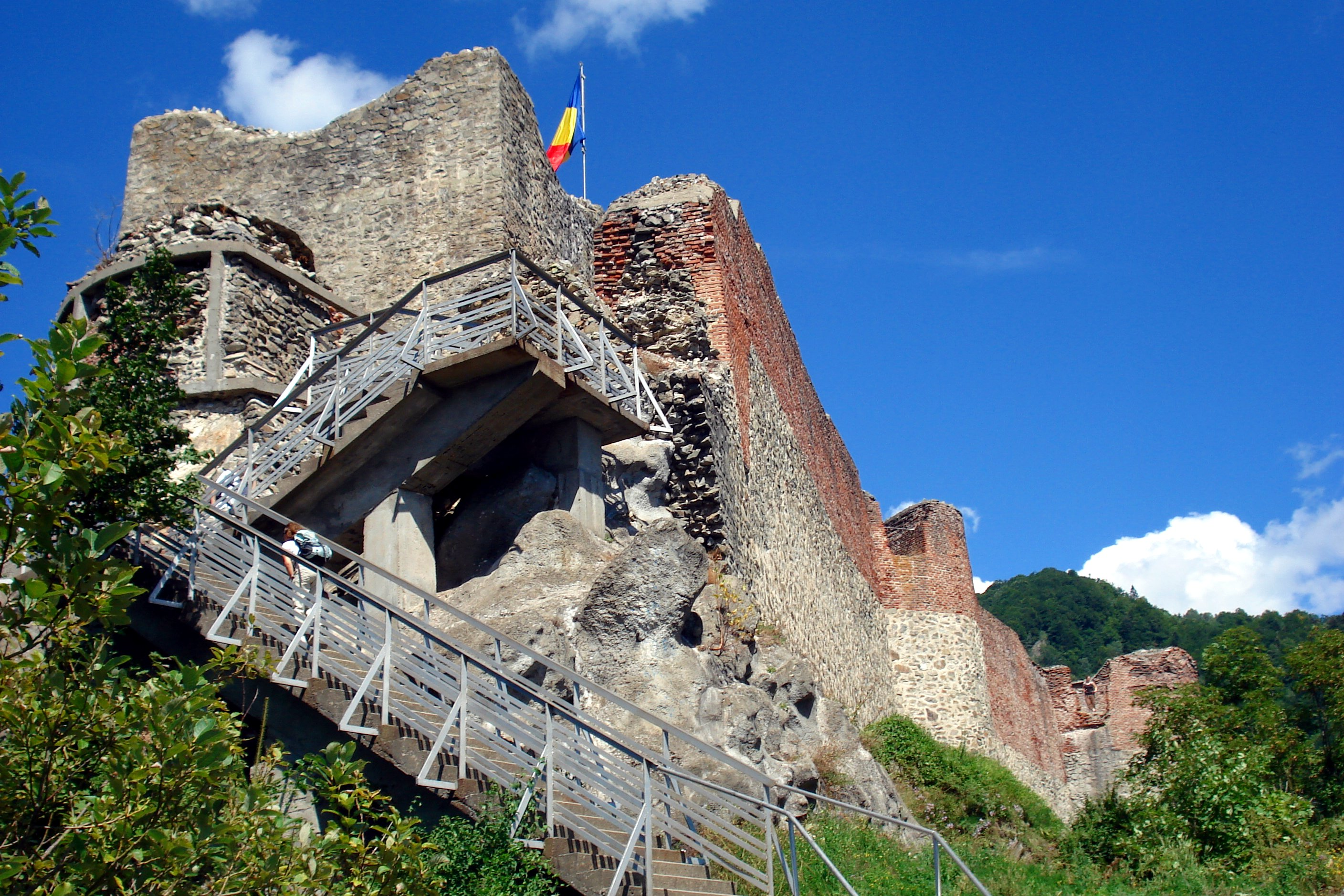
L'entrée de la citadelle de Poenari
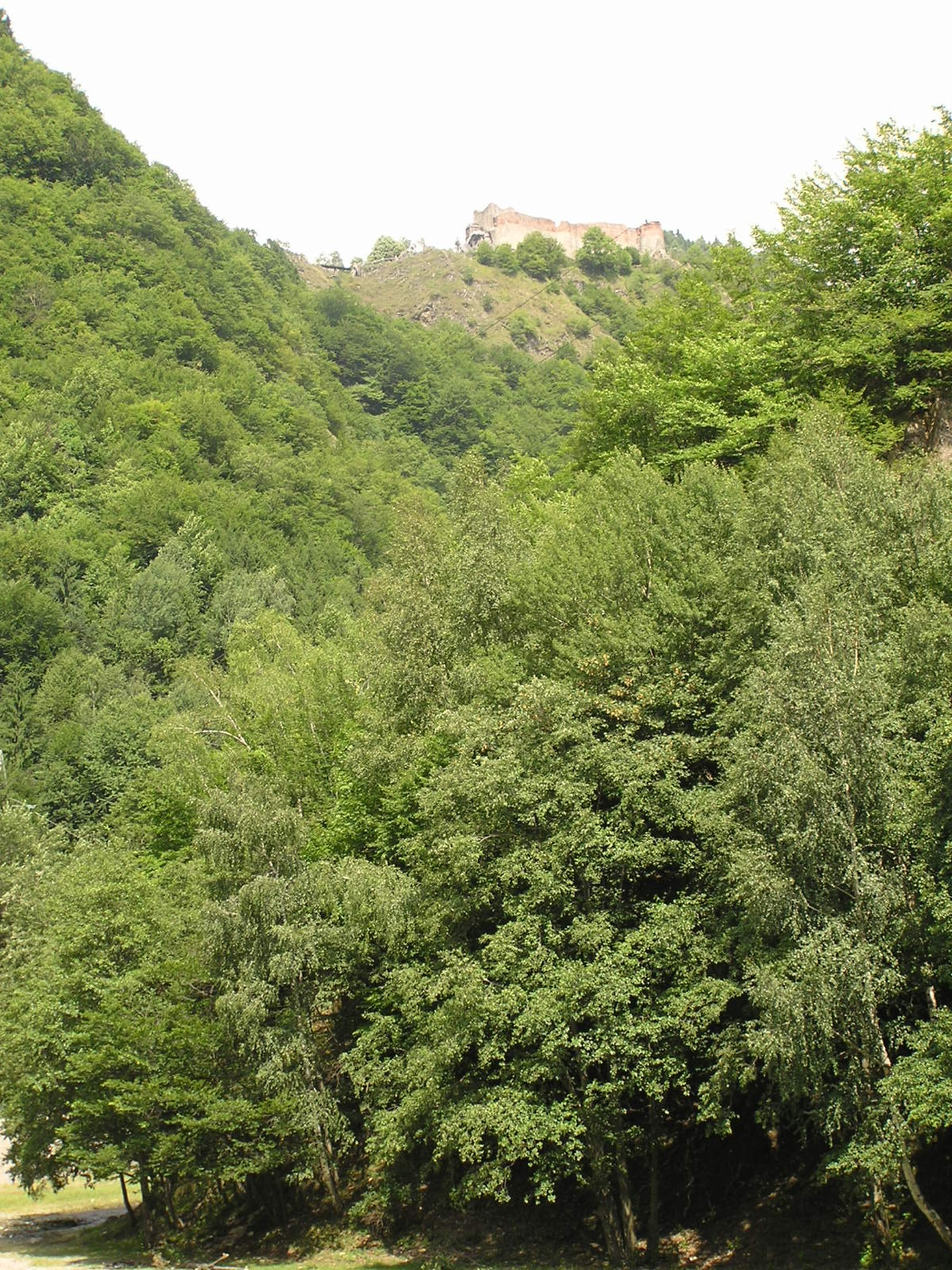
La citadelle de Poenari vue du Transfăgărășan
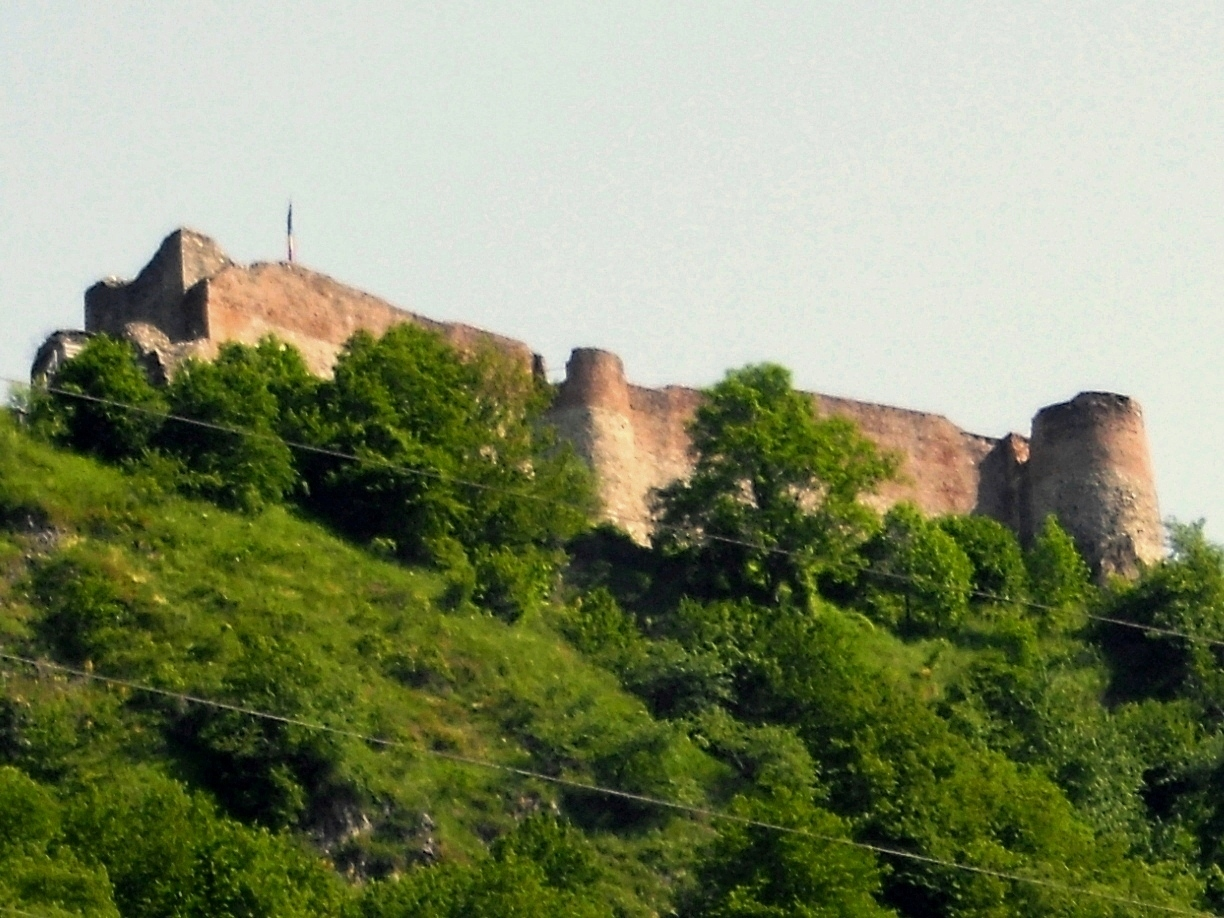
Ruines de la citadelle de Poenari
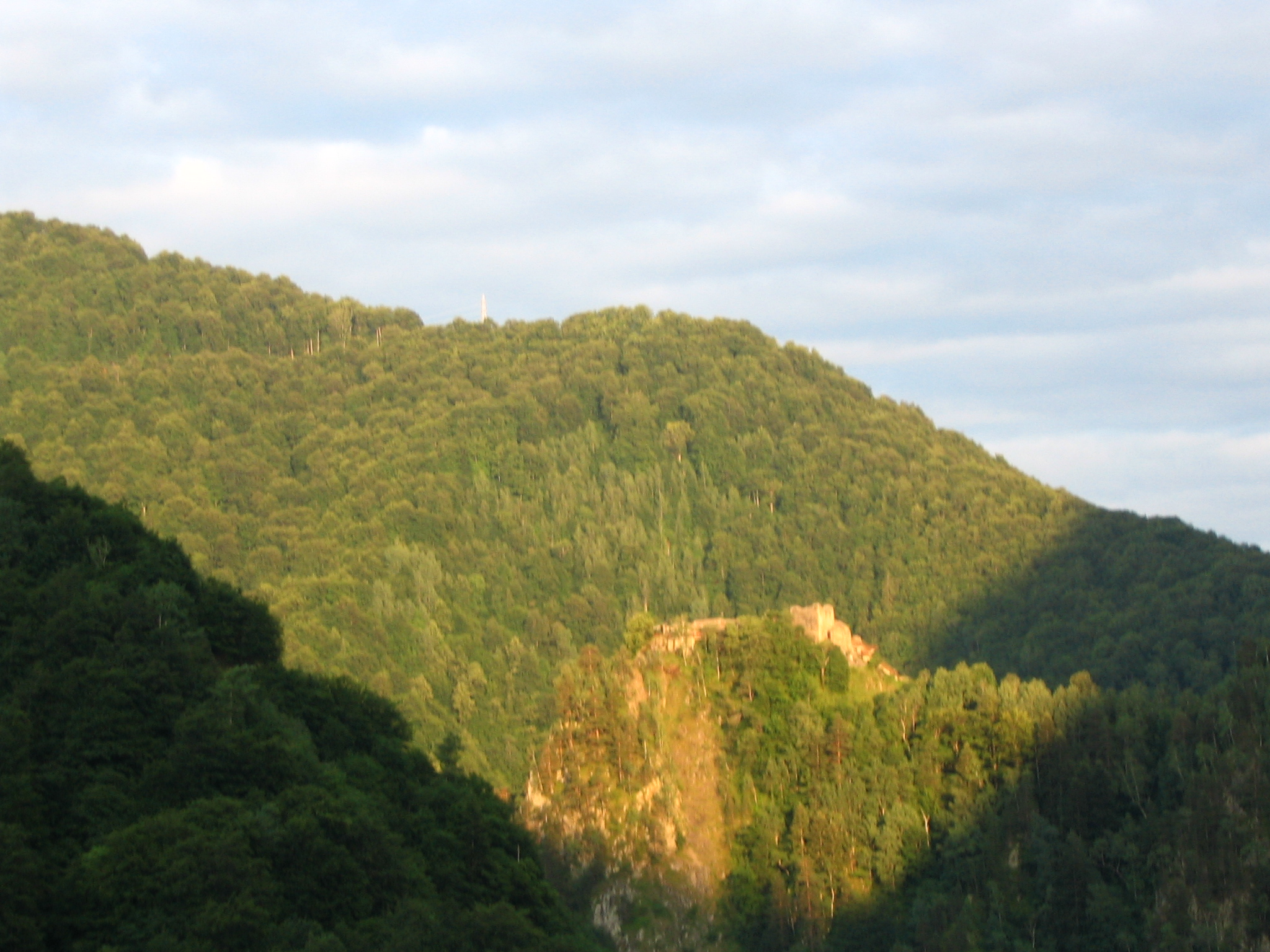
Ruines de la citadelle de Poenari
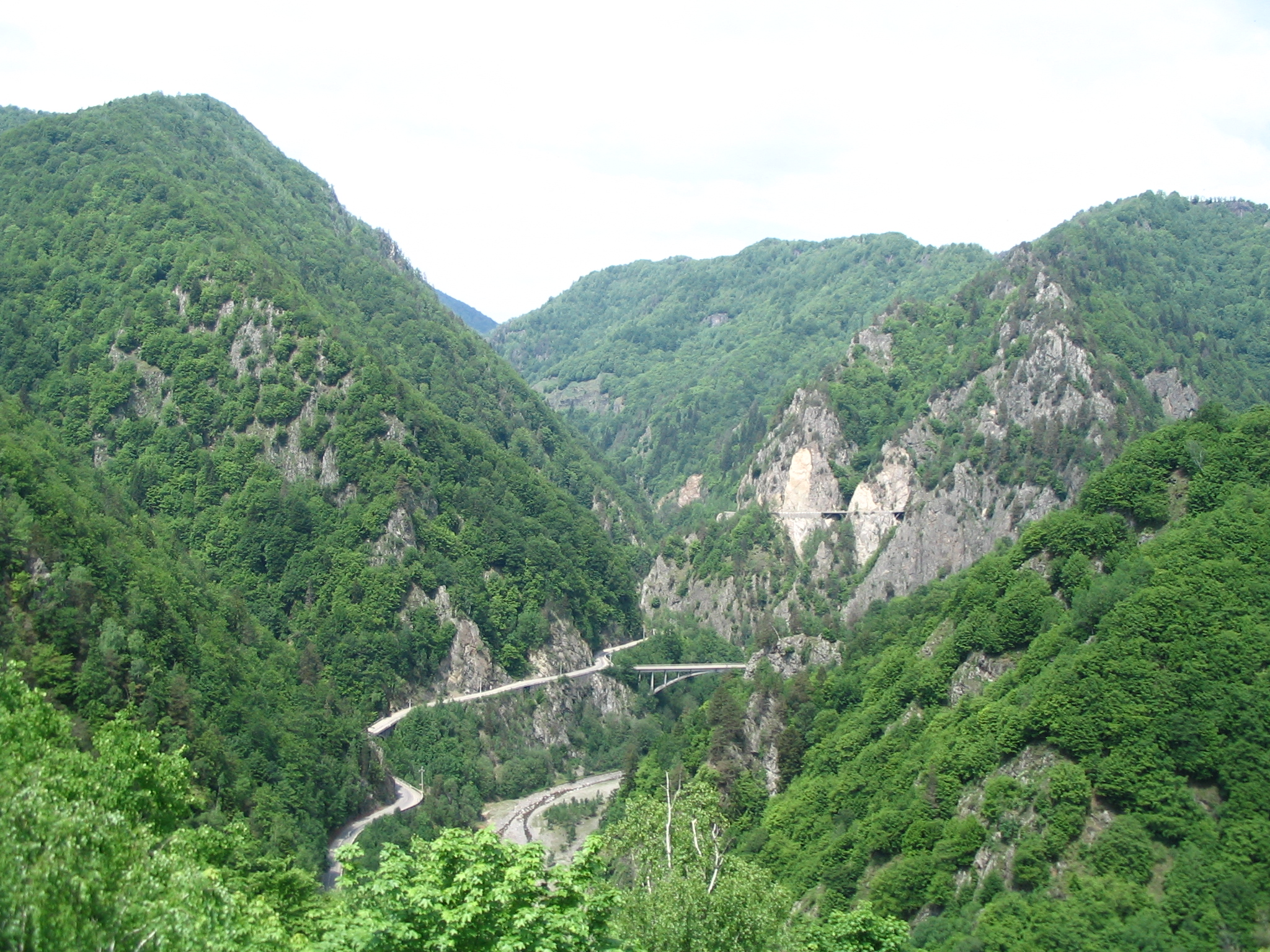
Le  Transfăgărășan vu depuis la citadelle de Poenari